# Yesterdays
A Yesterdays a brit progresszív rock együttes, a Yes első válogatáslemeze, melyet 1975-ben adtak ki.
A számok többsége az 1969-es Yes-ről illetve az 1970-es Time & a Word-ről származik, kivétel ez alól az első szám, az America, mely egy feldolgozás: az eredeti számot a Simon & Garfunkel adta elő. Érdekesség, hogy a Yes azért dolgozta fel a dalt, mert kiadójuk, az Atlantic Records 1972-ben készített egy válogatást (The New Age of Atlantic), melyen különböző, a céggel szerződésben álló együttesek (többek között a Yes és a Led Zeppelin is) számai találhatóak.

## Számok listája
1. America (a The New Age of Atlantic-ról, 1972) – 10:30
2. Looking Around (a Yes-ről, 1969) – 4:00
3. Time and a Word (a Time and a Word-ről, 1970) – 4:32
4. Sweet Dreams (a Time and a Word-ről, 1970) – 3:50
5. Then (a Time and a Word-ről, 1970) – 5:45
6. Survival (a Yes-ről, 1969) – 6:20
7. Astral Traveller (a Time and a Word-ről, 1970) – 5:53
8. Dear Father (Az 1970-es "Sweetness" kislemez b-oldala) – 4:21

## Zenészek listája
- Jon Anderson – ének
- Chris Squire – basszusgitár
- Steve Howe – gitár (az 1. számban)
- Peter Banks – gitár (az összes többi számban)
- Bill Bruford – dob (az első CD negyedik és a második CD második számán)
- Rick Wakeman – billentyűs hangszerek (az 1. számban)
- Tony Kaye – billentyűs hangszerek (az összes többi számban)